# Calvin Klein (marque)
Pour les articles homonymes, voir Calvin Klein (homonymie).
Calvin Klein est une entreprise de prêt-à-porter américaine. L'entreprise, qui est devenue célèbre pour ses lignes de sous-vêtements et de denim de créateurs dans les années 1980. Elle est spécialisée dans le prêt-à-porter grand public pour tous les sexes et tous les groupes d'âge, ainsi que dans les produits en cuir, les accessoires et chaussures de style de vie, l'ameublement, les parfums, lunettes, bijoux et montres dans le segment de prix moyen.
La société est fondée par le designer Calvin Klein et son ami d'enfance, Barry K. Schwartz, en 1968, et se voit acquise par PVH pour un total de 700 millions de dollars en 2003. L'entreprise a son siège social à Midtown Manhattan, New York, et détient une part de marché substantielle dans les lignes de vente au détail et commerciales dans le monde. En 2013, PVH a acheté Warnaco Group, l'un des plus grands licenciés de Calvin Klein, pour environ trois milliards de dollars. Les ventes au détail mondiales sous la marque Calvin Klein, y compris les ventes des 40 licenciés de la marque, se sont élevées à 8,5 milliards de dollars en 2021.

## Histoire

### Jeunes années

Baskets en tricot Calvin Klein.

Calvin Klein était l'un des nombreux leaders du design élevés dans la communauté juive du Bronx, avec Robert Denning et Ralph Lauren. Il est devenu un protégé du baron de Gunzburg, grâce aux présentations duquel il est devenu le toast de la scène de la mode d'élite new-yorkaise avant même d'avoir son premier succès grand public avec le lancement de sa première ligne de jeans. Il a été immédiatement reconnu pour son talent après sa première grande exposition à la Fashion Week de New York.
En 1968, Klein a fondé Calvin Klein Limited, une boutique de manteaux à l'hôtel York à New York, avec 10 000 $,. La première collection Calvin Klein était une ligne de "manteaux et robes jeunes et sobres" présentée au magasin Bonwit Teller de New York.

### Années 1970

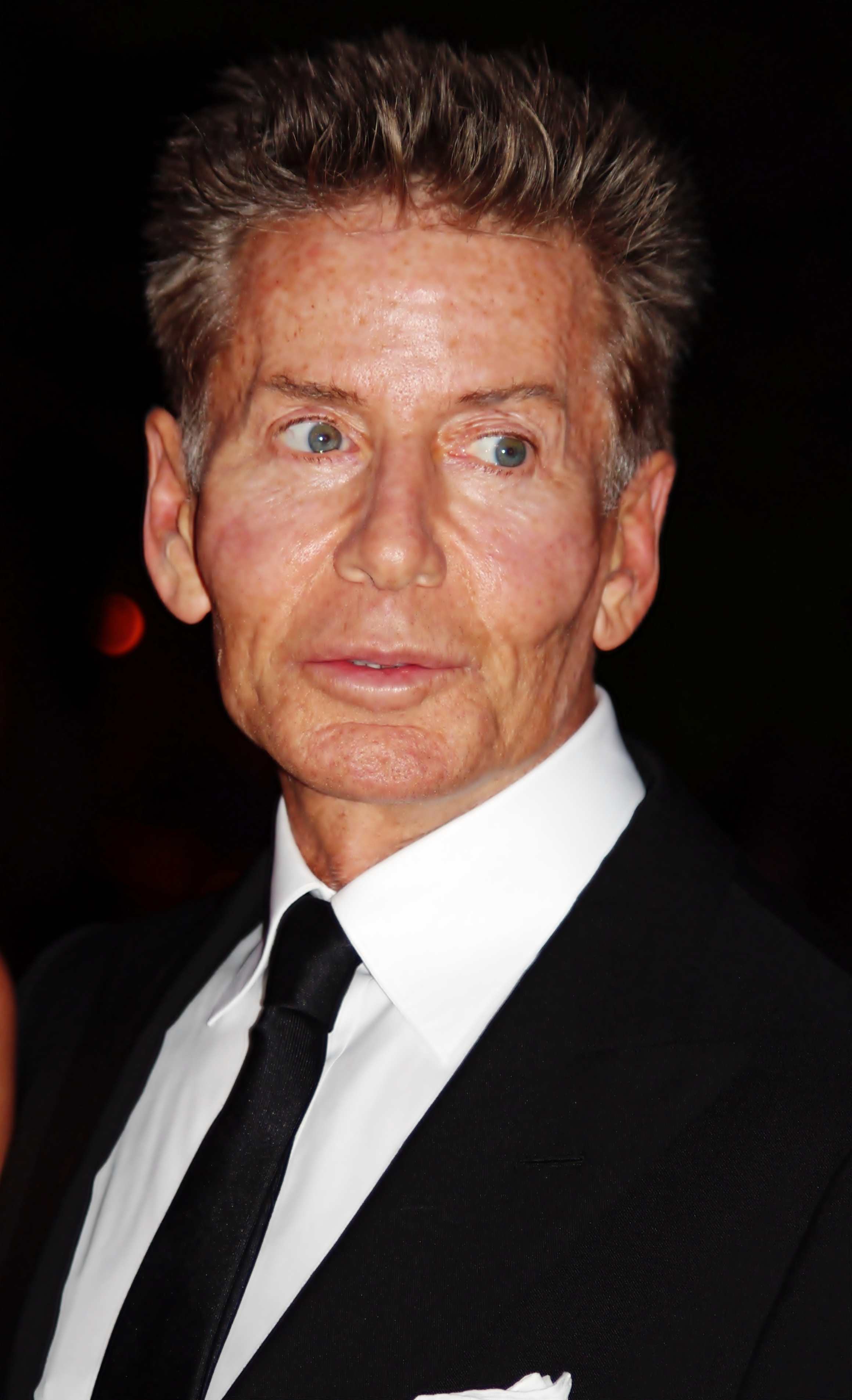
Alors jeune styliste, Calvin Klein utilise son nom pour créer son entreprise.

En 1971, Calvin Klein a ajouté des vêtements de sport, des blazers classiques et de la lingerie à sa collection pour femmes.[réf. nécessaire]
En 1973, il a reçu son premier « Coty American Fashion Critics' Award » pour sa collection de vêtements pour femmes de 74 pièces ; le plus jeune récipiendaire à l'époque. Klein a de nouveau remporté le prix en 1974 et 1975. En 1977, les revenus annuels étaient passés à 30 millions de dollars (équivalent à 127 millions de dollars en 2023) et Klein avait des licences pour les foulards, les chaussures, les ceintures, les fourrures, les lunettes de soleil et les draps. Klein et Schwartz gagnaient quatre millions de dollars chacun. Après que l'entreprise a signé des licences pour les cosmétiques, les jeans et les vêtements pour hommes, le volume de vente au détail annuel de Klein a été estimé[Par qui ?] à 100 millions de dollars (équivalent à 422 millions de dollars en 2023). En 1978, Klein revendiquait la vente de 200 000 paires de ses célèbres jeans la première semaine où ils étaient sur le marché. En 1981, Fortune évaluait le revenu annuel de Klein à 8,5 millions de dollars. Au milieu des années 1970, il avait créé un engouement pour les jeans griffés en inscrivant son nom sur la poche arrière. L'assistant de conception de Klein à l'époque, Jeffrey Banks, a revendiqué le mérite des vêtements avec logo, déclarant qu'il avait fait sérigraphier le logo d'un dossier de presse sur la manche d'un tee-shirt marron en cadeau pour Klein. Le cadeau a été supposé par Schwartz faire partie de la ligne à venir, et des chemises à logo similaires ont formé l'uniforme du personnel de la réception lors du prochain défilé de Klein, ce qui a conduit à la demande des acheteurs.
À la fin des années 1970, la société a également tenté de créer ses propres lignes de parfums et de cosmétiques, mais s'est rapidement retirée du marché avec de grosses pertes financières[réf. nécessaire].

### Années 1980
Dans les années 1980, alors que la frénésie des jeans de créateurs atteignait son apogée, Calvin Klein a lancé une ligne très réussie de caleçons pour femmes et une collection de sous-vêtements pour hommes qui rapporterait plus tard 70 millions de dollars en une seule année. Le marché américain des sous-vêtements pour hommes a changé, d'un marché où la plupart des sous-vêtements pour hommes étaient blancs, achetés en paquets de trois par une « femme, une mère ou une petite amie quand ils en avaient besoin » à un marché où « l'homme américain [se soucie ] sur la marque de quelque chose que peu voient ».
La croissance s'est poursuivie au début des années quatre-vingt. Le programme de licences, qui a rapporté 24 000 $ lors de son lancement en 1974 (124), avait des revenus de redevances de 7,3 millions de dollars dix ans plus tard (équivalent à 17,96 millions de dollars en 2023). Cette année-là, les ventes au détail mondiales étaient estimées à plus de 60 millions de dollars (équivalent à 1 476,55 millions de dollars en 2023). Les vêtements de Klein étaient vendus dans 12 000 magasins aux États-Unis et étaient disponibles dans six autres pays grâce à des accords de licence, à savoir le Canada, le Royaume-Uni, l'Irlande, l'Australie, la Nouvelle-Zélande et le Japon. Son revenu annuel a dépassé les 12 millions de dollars (équivalent à 29,53 millions de dollars en 2023).
Des problèmes financiers ont augmenté la pression de toutes parts, des désaccords avec le licencié de la ligne de vêtements pour hommes et ses ventes décevantes ainsi qu'un énorme roulement d'employés tant au sein de Calvin Klein que de ses partenaires de licence ont conduit aux premières rumeurs selon lesquelles Calvin Klein Industries, comme l'avait été l'entreprise connu à ce moment-là, était à vendre. Et en effet, fin 1987, on disait[Qui ?] que la vente de l'entreprise à Triangle Industries, un fabricant de conteneurs, n'avait échoué qu'en raison de l'effondrement du marché boursier.

### Années 1990

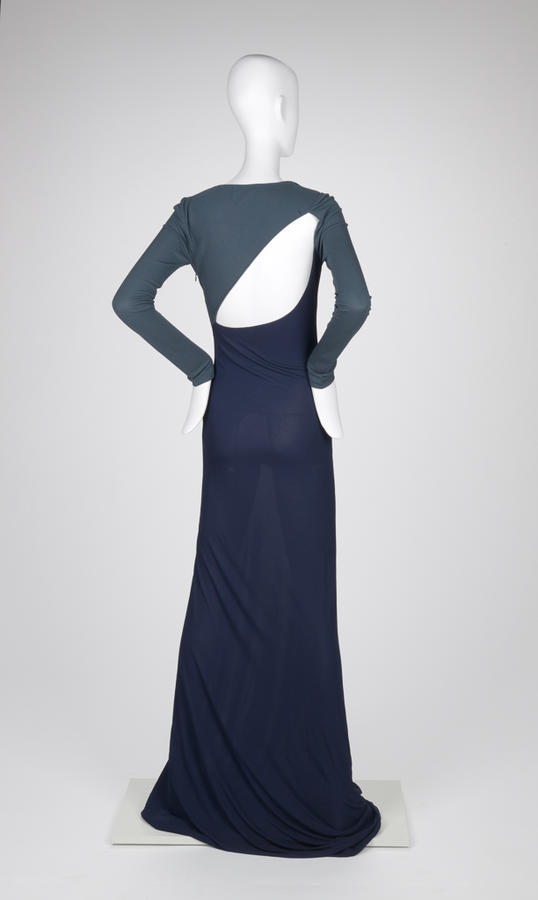
Une robe Calvin Klein de la saison 1996-1997.

Bien que l'entreprise ait failli faire faillite en 1992, Calvin Klein a réussi à retrouver et à accroître la rentabilité de son empire tout au long des années 1990, principalement grâce au succès de ses lignes de sous-vêtements et de parfums très populaires, ainsi que de la ligne de vêtements de sport ck. Au cours de son passage de 1990 à 1995 à la tête de la conception de vêtements pour hommes de Calvin Klein, John Varvatos a été le pionnier d'un type de sous-vêtements pour hommes appelé caleçons, un hybride de caleçons. Rendues célèbres par une série de publicités imprimées de 1992 mettant en vedette Mark "Marky Mark" Wahlberg,, elles ont été qualifiées de « l'une des plus grandes révolutions vestimentaires du siècle ».
Le créateur Calvin Klein a été nommé « America's Best Designer » pour ses créations minimalistes entièrement américaines en 1993, et cela a été une surprise en 1999 lorsqu'il a été annoncé que CKI était à nouveau en vente. Prévoyant d'étendre ses activités, la société avait été approchée par deux sociétés de produits de luxe, LVMH et Pinault Printemps Redoute, pour rejoindre Calvin Klein, mais rien n'a abouti. D'autres potentiels comme Tommy Hilfiger et l'italien Holding di Partecipazioni se sont avérés être des déceptions similaires en raison du prix élevé de CKI, supposé 1 milliard de dollars. Après sept mois et sans acheteur potentiel, Calvin Klein a annoncé que son empire n'était plus sur le marché. L'entreprise ne parviendrait jamais à entrer en bourse, ce qui avait soi-disant été le plan de Klein autrefois.

### 2002-présent: rachat par Phillips van Heusen
À la mi-décembre 2002, Calvin Klein Inc. (CKI) a été vendu à Phillips Van Heusen Corp (PVH), dont le PDG de l'époque, Bruce Klatsky  était le moteur de l'accord, pour environ 400 millions de dollars en espèces, 30 millions de dollars en actions ainsi que des droits de licence et des redevances liées aux revenus des 15 années suivantes estimées entre 200 et 300 millions de dollars. La vente comprenait également une incitation financière personnelle continue pour Klein basée sur les ventes futures de la marque Calvin Klein.
PVH a surenchéri sur VF Corporation, alors propriétaire des marques de jeans Lee ou Wrangler, qui était également intéressé par les activités de jeans, de sous-vêtements et de maillots de bain de CK qui étaient contrôlées par Warnaco Group, fabricant de maillots de bain Speedo aux États-Unis, depuis 1997. L'accord avec PVH n'incluait pas ces entreprises, et elles sont restées avec Warnaco. Incapable de payer les dettes des acquisitions et des accords de licence et en raison de la mauvaise publicité d'un procès rejeté plus tard avec Calvin Klein pour la vente de produits sous licence à des détaillants autres que ceux convenus avec Calvin Klein, Warnaco avait demandé la protection du chapitre 11 à la mi-2001 mais a finalement émergé de la faillite en février 2003.
La transaction entre Calvin Klein et PVH a été soutenue financièrement par Apax Partners Inc., une société de capital-investissement new-yorkaise, qui aurait fait un investissement de 250 millions de dollars dans les actions privilégiées convertibles de PVH, ainsi qu'un investissement de 125 millions de dollars sur deux ans. note sécurisée, le tout en échange de sièges au conseil d'administration de PVH.
CKI est ainsi devenue une filiale à 100 % de PVH. Au début, Klein lui-même, qui était inclus en tant que personne dans le contrat de 15 ans qu'il avait signé avec PVH, est resté chef de la création des collections, mais a ensuite continué en tant que conseiller (consulting creative director) de la nouvelle société à partir de 2003 et a depuis été plus retiré de l'entreprise. On a dit que Barry K. Schwartz se concentrait sur son rôle de président de l'Association des courses de New York, un club de courses de chevaux. L'actuel président et directeur de l'exploitation de la division CKI au sein de PVH est Tom Murry, qui occupait déjà ce poste avant l'acquisition.[réf. nécessaire]
Lors de l'acquisition de la marque Calvin Klein, Phillips-Van Heusen a annoncé son intention de lancer une nouvelle collection de vêtements de sport pour hommes qui rivalise avec la collection de Ralph Lauren. Cette ligne est produite par Van Heusen.
Avec les défilés de la collection automne 2006 à New York, CKI a inauguré un 8 600 pi2 (798,966144 m2)  espace showroom pouvant accueillir jusqu'à 600 personnes au rez-de-chaussée du 205 West 39th Street, à Times Square South où Calvin Klein a son siège depuis 1978.[réf. nécessaire]
Dans un rapport de 2010, PVH, qui gère les activités de prêt-à-porter, avait estimé à 4,6 milliards d'euros les ventes de produits Calvin Klein.
En février 2013, Warnaco Group a été racheté par PVH qui réunissait les lignes formelles, de sous-vêtements, de jeans et de sportswear de Calvin Klein.
En 2020, PVH a annoncé que dans le cadre de sa politique de bien-être animal, la société n'utilisait pas de peaux exotiques et interdirait leur utilisation dans les collections Calvin Klein lorsque « notre mise à jour annuelle de cette politique sera publiée ».
En 2023, Calvin Klein désigne Eva Vidal Dans pour diriger sa ligne de produits .

## Historique du produit et de la marque
Les noms de marque les plus visibles du portefeuille Calvin Klein incluent :
- Calvin Klein 205W39NYC (étiquette noire, ligne de créateurs haut de gamme[19])
- ck Calvin Klein (étiquette grise, récemment repositionnée en tant que ligne de collection de ponts ; sous licence de Warnaco Group, Inc. jusqu'en 2044 au moins[19]. PVH a acquis Warnaco Group en février 2013[20])
- Calvin Klein (marque blanche, mode basique[19] meilleure ligne de vêtements de sport)
- Calvin Klein Sport (version sportive de la ligne en marque blanche pour Macy's)
- Calvin Klein Jeans (ligne de vêtements en jean; sous licence au groupe Warnaco jusqu'en 2044 au moins PVH a acquis Warnaco Group en février 2013[20])
- Calvin Klein Home (collections haut de gamme de literie, serviettes, tapis de bain et accessoires)
- La collection Khaki (literie, serviette, tapis de bain et accessoires de gamme moyenne à haut de gamme) abandonnée en 2008
- Calvin Klein Golf (lancé fin 2007)
- Calvin Klein Underwear (collections de sous-vêtements; sous licence du groupe Warnaco jusqu'en 2044 au moins PVH a acquis Warnaco Group en février 2013[20])
- CK one Marque Lifestyle (parfum, sous-vêtements, jeans - lancé en 2011)[23],[24]
- Calvin Klein Watches + Jewelry (montres lancées en 1997, bijoux en 2004)
- Calvin klein makeup (lancé en 2007)[25].

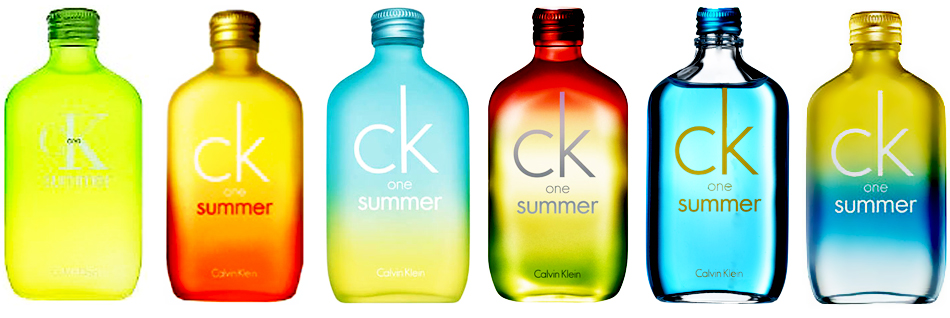
Parfums vendus par la marque.

### Parfums
Calvin Klein propose différentes gammes de parfums et d'eau de Cologne, notamment Obsession, CK Be et Eternity. Jusqu'en mai 2005, leurs parfums et les gammes de parfums correspondantes étaient maintenus par Calvin Klein Cosmetics Company (CKCC), une société Unilever. Le géant des cosmétiques Coty de New York a acheté les accords de licence de parfums à Unilever.

## Image de la marque

### Publicité

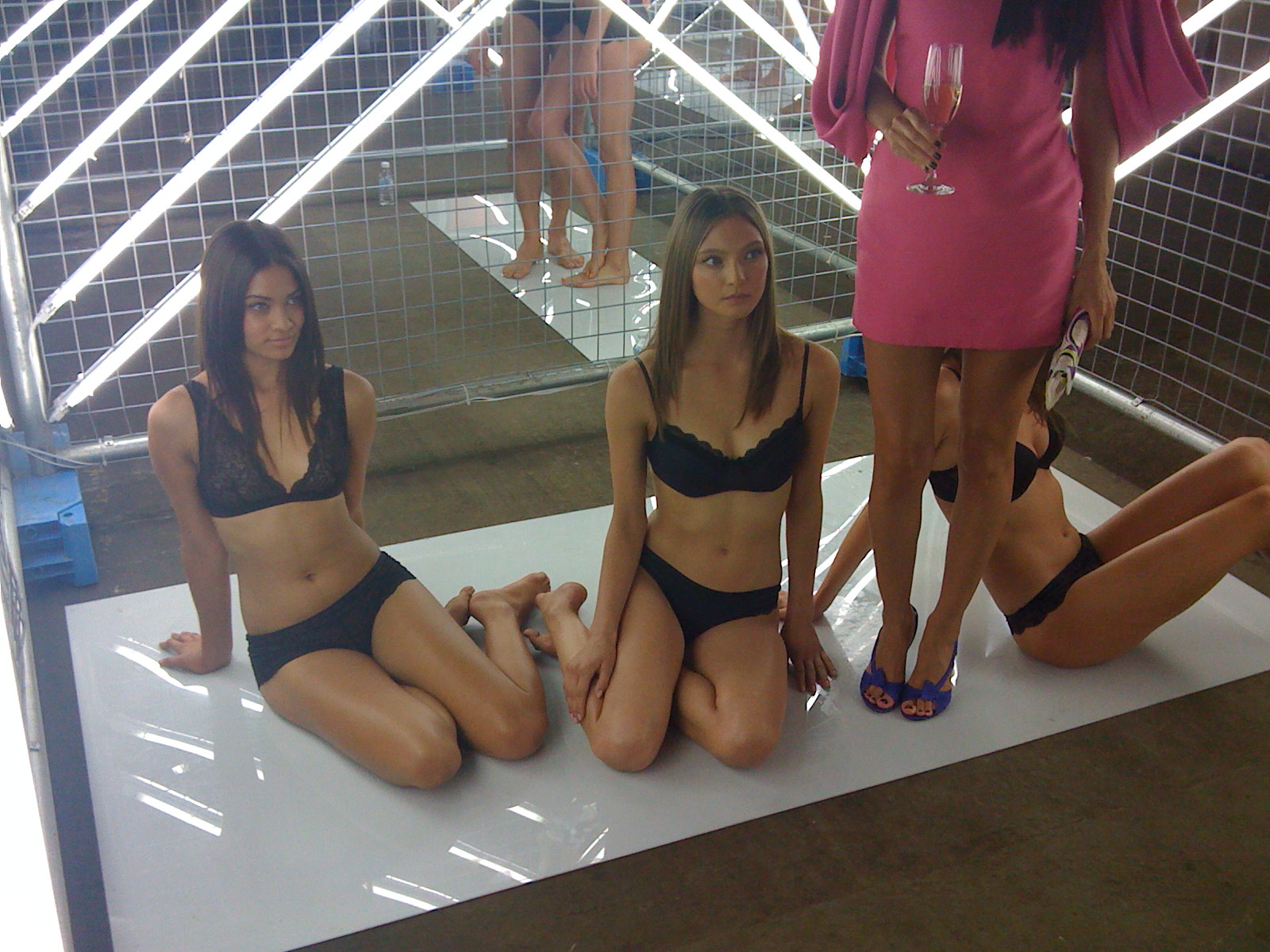
Les modèles Calvin Klein.

Des acteurs tels que Eva Mendes, Mehcad Brooks, Scarlett Johansson, Kellan Lutz, Andie MacDowell, Alexander Skarsgård, Zoe Saldaña, Rita Ora, Rooney Mara, Lupita Nyong'o, Margot Robbie, Saoirse Ronan, Jake Gyllenhaal et Diane Kruger, Scarlett Johansson, Kate Moss, Mark Wahlberg ont également été choisis mannequin pour la marque[réf. nécessaire]. Le footballeur suédois Freddie Ljungberg a joué dans une série de publicités pour l'entreprise. La pop star Justin Bieber est apparue dans la publicité pour la gamme de sous-vêtements de Calvin Klein, tout comme le mannequin Kendall Jenner. En 2017, Solange Knowles est devenue l'égérie de la campagne Our Music, #MYCALVINS. Le 16 juillet 2018, Saoirse Ronan et Lupita Nyong'o ont été annoncées comme les visages du premier parfum de Raf Simons pour la marque, nommé Women.  Durant l'été 2020, l'acteur Ji Chang-wook a été le premier ambassadeur coréen de la marque.
Ils ont également expérimenté des technologies émergentes. Lors de la publicité du parfum cKOne en 1999, ils ont placé des adresses e-mail dans des publicités imprimées, destinées aux adolescents. Lorsque ces adolescents envoyaient ces adresses par courrier, ils étaient placés sur une liste de diffusion qui leur envoyait des e-mails contenant de vagues détails sur la vie des modèles, avec de faux détails destinés à les rendre plus faciles à comprendre. Ces courriers arrivaient à des intervalles imprévisibles et étaient censés donner aux lecteurs le sentiment qu'ils avaient un lien avec ces personnages. Bien que les listes de diffusion aient été interrompues en 2002, la campagne a inspiré des tactiques de marketing similaires pour les films et autres produits de vente au détail.
En 2019, Calvin Klein a présenté une publicité de Sarah Rae Vargas pour les femmes de grande taille.
En 2020, Calvin Klein a invité le mannequin trans noir Jari Jones et huit autres mannequins LGBT Q ont présenté sa campagne de fierté #PROUDINMYCALVINS,.

## Créateurs
Lorsque Calvin Klein a été racheté par PVH en 2003, Francisco Costa a été nommé directeur de la création féminine de Calvin Klein Collection. Costa avait déjà travaillé avec Klein juste avant le départ du fondateur de l'entreprise et avait pris le poste de directeur en 2003.
Italo Zucchelli, ancien designer chez Jil Sander et Romeo Gigli, avait collaboré avec Calvin Klein pendant six saisons avant de devenir designer en chef et directeur créatif pour hommes de la ligne de vêtements pour hommes Calvin Klein Collection au printemps 2004[source insuffisante].
Kevin Carrigan, un Anglais, a été nommé directeur créatif des marques ck Calvin Klein, Calvin Klein (marque blanche), Calvin Klein Jeans et Calvin Klein Underwear et de leurs produits sous licence associés. Carrigan était chez Calvin Klein depuis 1998.
En avril 2016, il a été annoncé que Francisco Costa et Italo Zucchelli quitteraient l'entreprise.
En août 2016, Calvin Klein, Inc. a annoncé la nomination de Raf Simons au poste de directeur de la création de la marque, supervisant tous les aspects du design, du marché mondial et des communications, ainsi que des services de création visuelle. Raf Simons a assumé la stratégie créative de la marque Calvin Klein à travers les lignes de prêt-à-porter, de pont, de vêtements de sport, de jeans, de sous-vêtements et de maison de l'entreprise. Pieter Mulier a également été nommé directeur de la création, relevant directement de Raf Simons et responsable de l'exécution de sa vision créative et conceptuelle du prêt-à-porter pour hommes et femmes. Il a également été annoncé que Kevin Carrigan avait démissionné de l'entreprise pour un rôle créatif chez Ralph Lauren. Les premières collections de Simons ont fait leurs débuts pour la saison automne 2017.
En janvier 2017, il est annoncé que Clémande Burgevin Blachman assume le rôle de vice-présidente du design pour Calvin Klein Home.
En décembre 2018, il est annoncé que Raf Simons quitte Calvin Klein après seulement deux ans au sein de l'entreprise.
En novembre 2020, Jessica Lomax est nommée responsable mondiale du design, dirige la stratégie de design mondiale de Calvin Klein et fournit une direction créative dans tous les domaines de l'entreprise.
En mai 2024, Calvin Klein nomme Veronica Leoni directrice créative de la ligne Collection récemment relancée de la marque.

## Boutiques
À la fin des années 1990, la société a ouvert des magasins Calvin Klein Collection à Paris, Séoul et Taipei et des magasins cK Calvin Klein à Hong Kong, Milan et Koweït ; tous les magasins sont fermés. Sur les deux magasins Calvin Klein Collection qui existaient aux États-Unis, le site de Dallas à Highland Park Village, ouvert depuis 20 ans, a été fermé à la mi-2005. Le seul site international, à Paris, a été fermé par PVH en mars 2006. Le magasin de New York, qui sert de magasin phare de l'entreprise au 654 Madison Ave., a fermé définitivement au printemps 2019. Les partenaires gèrent des magasins Calvin Klein Collection à Hong Kong, Shanghai, Bombay, Séoul, Singapour, Kuala Lumpur, Bangkok, Dubaï et Qatar.

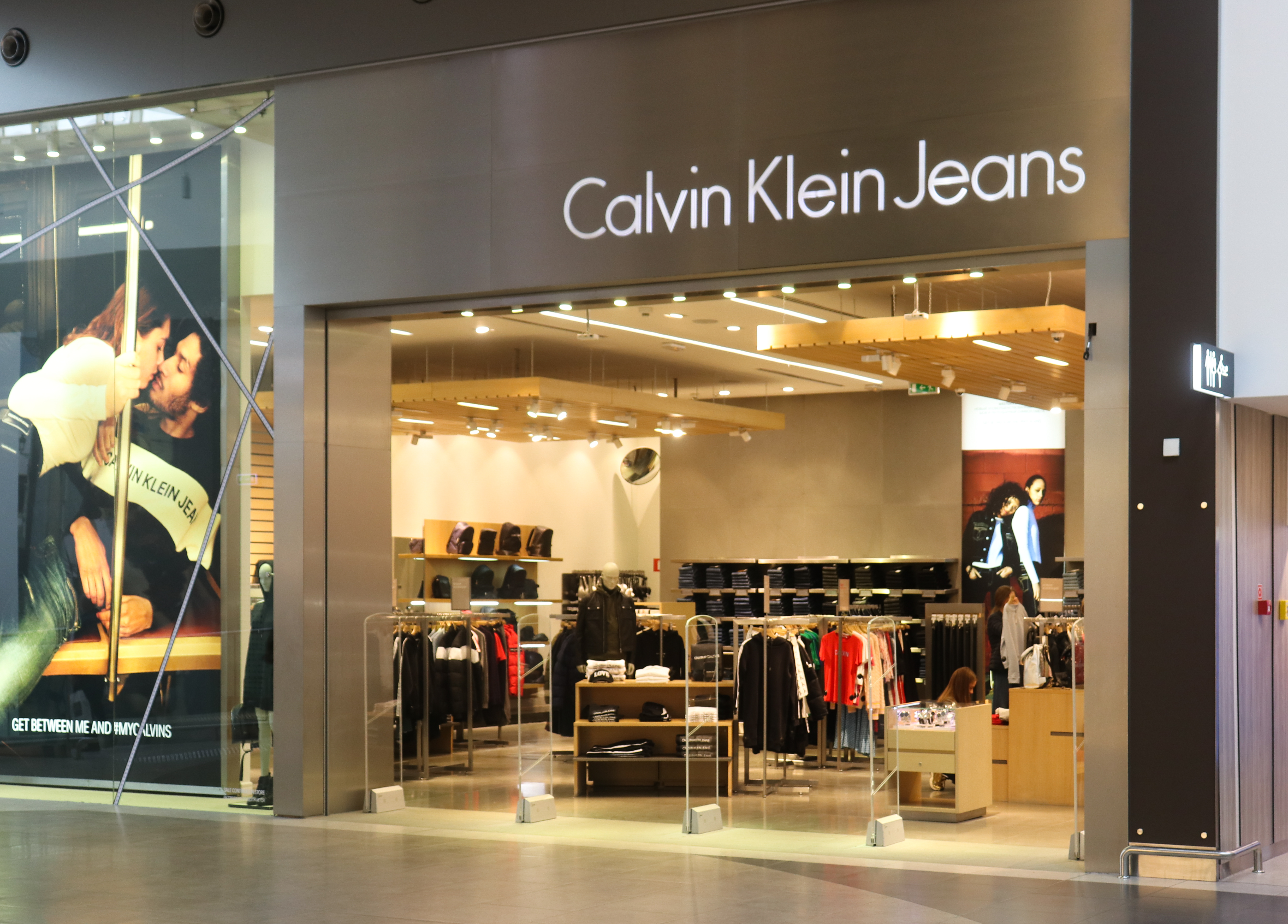
Boutique Calvin Klein Jeans dans le centre commercial Mega Teply Stan à Moscou.
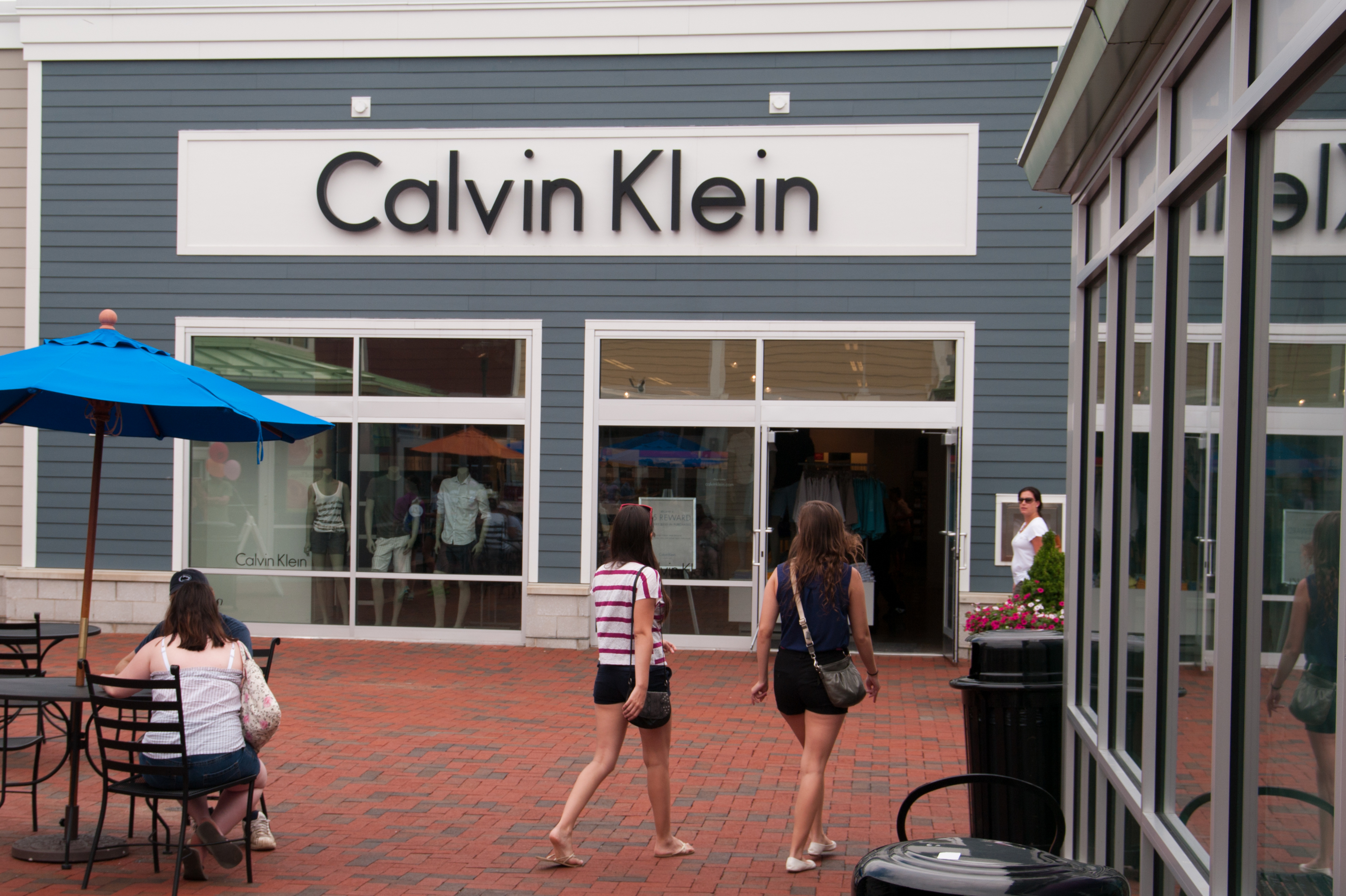
Magasin d'usine Calvin Klein à Freeport, dans le Maine.

## Controverses
En 1980, Richard Avedon a photographié et réalisé une campagne Calvin Klein Jeans mettant en vedette Brooke Shields, âgée de quinze ans. Certaines de ces publicités ont été interdites, y compris une publicité où Brooke demande : « Voulez-vous savoir ce qui se passe entre moi et mes Calvin ? Rien ! », souvent cité à tort comme « Rien ne s'interpose entre moi et mes Calvins ». À cette époque un scandale a éclaté, car le mannequin était considéré trop jeune pour prononcer une telle phrase ambiguë.
Les publicités de 1995 faisant la promotion des jeans Calvin Klein ont été critiquées pour être du « kiddie porn »,,,.
En août 2012, Lululemon Athletica a intenté une action contre Calvin Klein et le fournisseur G-III Apparel Group pour contrefaçon de trois brevets de conception Lululemon pour des pantalons de yoga. Le procès était quelque peu inhabituel car il impliquait un créateur cherchant à faire valoir la protection de la propriété intellectuelle des vêtements par le biais de droits de brevet. Le 20 novembre 2012, Lululemon a déposé un avis de licenciement volontaire devant les tribunaux du Delaware sur la base d'un accord de règlement privé conclu entre les parties qui rejetterait la poursuite. Selon un communiqué de presse de Lululemon, « Lululemon apprécie ses produits et les droits de propriété intellectuelle associés et prend les mesures nécessaires pour protéger ses actifs lorsque nous constatons des tentatives de copie de nos produits ».
Cependant, selon le livre de marque de Chevalier Luxury Brand Management, Klein « est rarement impliqué dans la conception et le développement de produits portant son nom » et « toutes les activités sont sous-traitées à des licenciés. »
En 2014, Klein a été critiqué pour la désignation de Myla Dalbesio (en) dans son « Perfectly Fit » qui a offensé de nombreuses femmes car il est fait pour les grandes tailles.
En 2020, l'Institut australien de stratégie politique a accusé au moins 82 grandes marques, dont Calvin Klein, d'être liées au travail forcé ouïghour au Xinjiang.